# Kevin Bukusu
Kevin Vangu Phambu Bukusu (* 27. Februar 2001 in Aachen) ist ein deutsch-angolischer Fußballspieler, der aktuell in Belgien beim RFC Seraing unter Vertrag steht. Er war deutscher Juniorennationalspieler.

## Karriere

### Verein
Der Sohn eines Angolaners und einer Kongolesin, geboren und aufgewachsen in Aachen, spielte in seiner Geburtsstadt beim SV Sportfreunde Aachen-Hörn, bei Alemannia Aachen, dem größten Verein der Stadt, sowie bei DJK Westwacht Aachen, bevor er 2014 in das Nachwuchsleistungszentrum von Bayer 04 Leverkusen wechselte. Nachdem er in der Saison 2016/17 in der B-Jugend Ergänzungsspieler war, besetzte er in der Folgesaison einen Stammplatz in der Innenverteidigung. In den Saisons 2018/19 und 2019/20 gehörte Bukusu der A-Jugend der Leverkusener an und verließ nach dem Entwachsen der Jugendmannschaften den Verein. Im Sommer 2020 wechselte er in die Niederlande und schloss sich dem Zweitligisten NEC Nijmegen an. Sein Debüt als Profi gab Kevin Bukusu am 3. Oktober 2020 im Alter von 19 Jahren im Ligaalltag, als er bei einem 6:0-Sieg gegen den FC Eindhoven in der Startaufstellung stand. Er war in dieser Saison Ergänzungsspieler, sein Verein qualifizierte sich als Tabellensiebter für die Auf-und-Abstiegs-Play-offs, in der sich NEC Nijmegen gegen Almere City FC, Roda JC Kerkrade und gegen NAC Breda durchsetzte und somit in die Eredivisie aufstieg. Im Finale gegen NAC Breda wurde Bukusu eingewechselt.
Zur Spielzeit 2021/2022 wurde Bukusu an Helmond Sport verliehen. Für den Verein bestritt er 13 Partien, zur Saison 2022/23 kehrte er aber nicht mehr zu Nijmegen zurück. Daraufhin wechselte er Ende August 2022 zum österreichischen Bundesligisten Wolfsberger AC. Für Wolfsberg kam er insgesamt zu acht Einsätzen in der Bundesliga. Nachdem er in der Saison 2023/24 nur noch für die Amateure gespielt hatte, wurde sein Vertrag im Januar 2024 aufgelöst. Im Februar 2024 wechselte er dann nach Litauen zum FK Žalgiris Vilnius.
Zur Saison 2024/25 kehrte Bukusu nach Deutschland zurück und wechselte in die viertklassige Regionalliga Nord zum VfB Lübeck. Er unterschrieb einen Einjahresvertrag und traf auf seinen Bruder Herdi. Für den Absteiger kam der Innenverteidiger unter Guerino Capretti auf 21 Regionalligaeinsätze. Zudem steuerte er einen Einsatz zum Gewinn des SHFV-Pokals bei, womit man sich für den DFB-Pokal qualifizierte. Am Saisonende verließ er wie sein Bruder den Verein mit seinem Vertragsende.
Anfang August 2025 wechselte Bukusu nach Belgien zum RFC Seraing.

### Nationalmannschaft
Von 2016 bis 2017 absolvierte Kevin Bukusu drei Partien für die deutsche U16-Nationalmannschaft. Von 2017 bis 2018 lief er für die deutsche U17 auf und nahm mit dieser Altersklasse an der U17-Europameisterschaft 2018 in England, wo die deutsche Elf nach der Gruppenphase ausschied, teil. Dabei kam Bukusu zu zwei Einsätzen. 

## Titel
- Schleswig-holsteinischer Pokalsieger: 2025 (VfB Lübeck)

## Sonstiges
Sein älterer Bruder Herdi Bukusu (* 2000) ist ebenfalls Fußballspieler. Der Offensivspieler steht derzeit beim FSV Frankfurt unter Vertrag.